# Dreaming Neon Black
A Dreaming Neon Black című album az amerikai Nevermore együttes harmadik nagylemeze, amely 1999-ben jelent meg a Century Media kiadó gondozásában. A Dreaming Neon Black az együttes eddigi egyetlen koncepcióalbuma, és a története az énekes Warrel Dane korábbi barátnőjéről, az ő elvesztéséről szól, miután a lány egy vallási szekta vonzásába került, és eltűnt. Az egyes dalok Dane lelkiállapotát tükrözik, és ennek megfelelően egy drámai, egyedi hangvételű és hangulatú lemezről van szó.
Ez az egyetlen Nevermore-album, amelyen a Forbiddenből érkezett gitáros, Tim Calvert szerepel. A lemez nyitó és záró számában elhangzó narratív részeket Clive Barker Az illuzionista (Lord of Illusions) című 1995-ös filmjéből vették. A Dreaming Neon Black a Nevermore eddigi leghosszabb albuma a maga 66 perces játékidejével.

## Az album dalai
Az összes dalszöveg szerzője Warrel Dane énekes, az összes szám szerzője a Nevermore.
1. Ophidian (intro) – 0:46
2. Beyond Within – 5:11
3. The Death of Passion – 4:10
4. I Am the Dog – 4:13
5. Dreaming Neon Black – 6:26
6. Deconstruction – 6:39
7. The Fault of the Flesh – 4:54
8. The Lotus Eaters – 4:25
9. Poison Godmachine – 4:33
10. All Play Dead – 4:58
11. Cenotaph – 4:39
12. No More Will – 5:45
13. Forever – 9:20

## Közreműködők
- Warrel Dane – ének
- Jeff Loomis – gitár
- Tim Calvert – gitár
- Jim Sheppard – basszusgitár
- Van Williams – dobok
- Christine Rhoades – női ének a címadó Dreaming Neon Black dalban.

## Külső hivatkozások
- Nevermore hivatalos honlap Archiválva 2005. augusztus 15-i dátummal a Wayback Machine-ben
- Nevermore a MySpace-en
- Nevermore a Last.fm-en